# 月山富田城
月山富田城（がっさんとだじょう）は、島根県安来市広瀬町富田にあった日本の城。月山（標高183.9m）に営まれる。出雲源氏・富田氏の世居した城で、京極氏に支配権を奪われてからは、その守護代・尼子氏が在城した。のち尼子氏は主家・京極氏を追放して戦国大名となりこの城を本拠とした。1934年（昭和9年）に国の史跡に指定されており、また周辺は清水月山県立自然公園（月山・富田城跡地区）となっている。

## 概要
出雲源氏・富田氏の世居した城で、出雲国守護代の居城が塩冶より富田に移ってからは、守護代が在城した。1396年から1566年（戦国時代）には大名尼子氏の本拠地となり以後尼子氏とともに山陰の要衝の地となる。尼子氏は中国地方の覇権を巡って周辺諸国と争い、尼子経久の時期に出雲に基盤を造り上げた。その孫・尼子晴久の代には山陰・山陽八ヶ国守護の大大名となり、天然の地形を利用した難攻不落の要塞城といわれ「天空の城」とも呼ばれた。その後、城を巡っても度々攻防戦が行われたが最終的に尼子氏は毛利氏によって滅ぼされ、城も毛利領となった。
1600年（慶長5年）以降、堀尾氏が城主となるが、1611年（慶長16年）に堀尾忠晴が松江城へ移ると月山富田城も廃城となった。それまでは、山陰の首城たる地位を失わなかった。1934年（昭和9年）、国の史跡に指定された。日本五大山城の一つとされることもある。

## 歴史・沿革

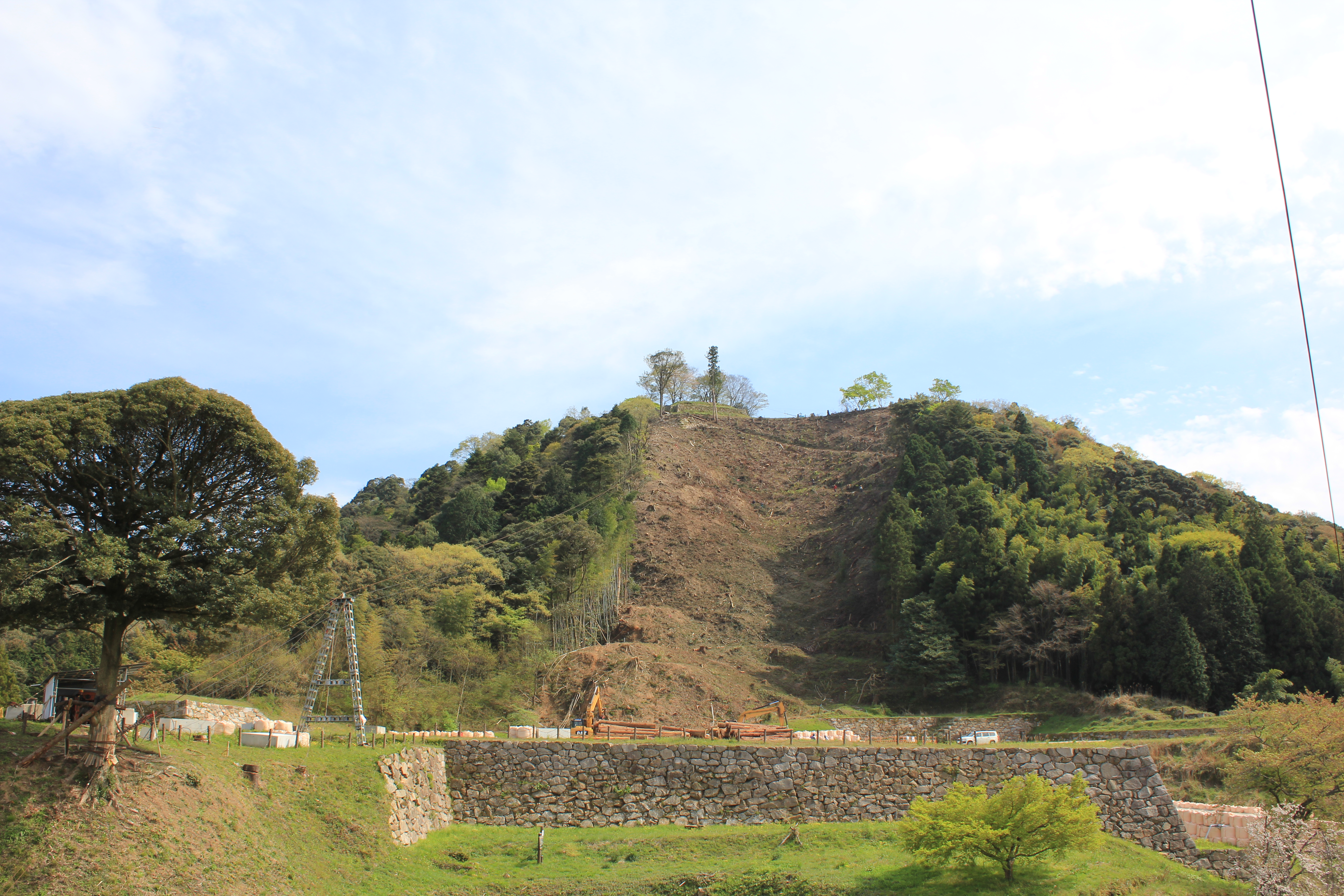
整備中の月山本丸部分（2016）

### 平安時代
- 保元・平治頃、「平景清が富田荘に来た時、八幡社を移して、築城した」との伝承あり。

### 鎌倉時代
- 1221年（承久3年）の承久の乱の功により、佐々木義清が出雲・隠岐2国の守護となり[6]、彼国に下向し、承久の乱宮方の歿官領である月山富田城に入る。

### 南北朝時代
- 1341年（南朝：興国2年、北朝：暦応4年） 出雲源氏の惣領・塩冶高貞が幕府の追討を受け討死。山名時氏が高貞追討の功として出雲の守護となり、富田秀貞を守護代とする。この時、守護代の在所が塩冶の大廻城から月山富田城となる。
- 1343年（南朝：興国4年、北朝：康永2年） 佐々木高氏（京極氏、道誉）が守護となり、吉田厳覚を守護代として近江国より派遣する。
- 吉田厳覚、山名時氏と戦って破れ、当城は山名氏領となる。
- 1364年（南朝：正平19年、北朝：貞治3年） 山名時氏、出雲国守護となる。代々歴任。
- 1391年（南朝：元中8年、北朝：明徳2年） 山名満幸、明徳の乱で敗れ、再び京極氏が守護となる。

### 室町時代
- 1392年（明徳3年） 京極高詮は、甥の尼子持久を守護代とする。代々歴任。
- 1484年（文明16年） 守護代尼子経久所領横領により追放され、塩冶掃部介が守護代となる。
- 1486年（文明18年） 尼子経久、不意をついて当城を奪回。（その後、尼子経久は月山富田城を拠点に勢力を拡大し、出雲の実質的守護権力となる。城域を拡大・整備する）
- 1537年（天文6年） 尼子経久、孫詮久（晴久）に家督を譲る。
- 1541年（天文10年） 尼子経久没す。
- 1543年（天文12年） 大内・毛利連合軍に攻められるが、新宮党尼子国久らの奮戦により撃退。
- 1552年（天文21年） 尼子晴久、足利義輝及び朝廷より山陰山陽八ヶ国守護、従五位下修理大夫に任命される。
- 1554年（天文23年） 尼子晴久、新宮党を粛清する。
- 1560年（永禄3年） 尼子晴久急死し、義久が家督を継ぐ。
- 1565年（永禄8年） 毛利氏の包囲を受け、籠城。
- 1566年（永禄9年） 兵糧が尽き、開城。義久捕らえられ、安芸国へ送致される。城代として毛利家臣、福原貞俊、口羽通良が居城。

### 安土桃山時代
- 1567年（永禄10年） 城代として天野隆重が居城。
- 1569年（永禄12年） 尼子氏旧臣山中幸盛ら尼子再興軍を催して当城を攻めるも、落ちず。
- 1570年（元亀元年） 毛利勢本隊の来援により、尼子再興軍は敗退する。
- （この間は、下記「歴代城主」参照）

### 江戸時代
- 1611年（慶長16年） 堀尾忠晴が松江城に移り廃城となる。

### 近現代
- 平成に入り、樹木の伐採、石垣の修理など史跡公園としての整備が進められる[7][8]。
- 2006年（平成18年）4月6日、日本100名城（65番）に選定された。
- 2014年（平成26年）12月、発掘調査と現地説明会が行われた[9]。
- 2015年～2022年：第一期・第二期にわたって伐採・修復などの城跡全体の整備が行われた[10][11][12]。

## 歴代城主
- 初　代：平景清 -（※伝説。史実としては佐々木義清が初）
- 第2代：佐々木義清 - 出雲・隠岐の守護。1221年（承久3年）-。
- 第3代：佐々木泰清 - 出雲・隠岐守護職。
- 第4代：富田義泰
- 第5代：富田師泰
- 第6代：富田秀貞
- 第7代：吉田厳覚 - 佐々木高氏の目代。1343年（南朝：興国4年、北朝：康永2年）-。
- 第8代：富田秀貞 - 山名時氏の目代。1364年（南朝：正平19年、北朝：貞治3年）-。
- 第9代：塩冶師高：山名満幸の目代。
- 第10代：尼子持久 - 京極高詮の守護代。1395年（応永2年）-。
- 第11代：尼子清定 - 出雲国守護代。1467年（応仁元年）頃-。
- 第12代：尼子経久 - 出雲国守護代であったが、1484年（文明16年）追放される。1486年（文明18年）富田城を占拠。-1537年（天文6年）家督を譲る。
- 第13代：塩冶掃部介 - 出雲国守護代。1484年（文明16年）-1486年（文明18年）戦死。
- 第14代：尼子晴久 - 1537年（天文6年）-1560年（永禄3年）尼子氏最盛期を創出するもその最中に急死。
- 第15代：尼子義久 - 1560年（永禄3年）-1566年（永禄9年）元就率いる毛利軍に攻められ、落城。
- 第16代：福原貞俊 - 毛利氏の城代。
- 第17代：口羽通良 - 毛利氏の城代。
- 第18代：天野隆重 - 毛利氏の城代。1567年（永禄10年）-1569年（永禄12年）。
- 第19代：毛利元秋 - 城督。1569年（永禄12年）-1585年（天正13年）病没。
- 第20代：末次元康 - 城督。1585年（天正13年）-1591年（天正19年）
- 第21代：吉川元春 - 山陰諸国を総管。
- 第22代：吉川広家 - 豊臣秀吉から東出雲、隠岐、西伯耆12万石を与えられる。1591年（天正19年）-1600年（慶長5年）岩国転封。
- 第23代：堀尾吉晴 - 出雲・隠岐23万5千石領主となり松江城を築く。1600年（慶長5年）-1611年（慶長16年）病没。
- 第24代：堀尾忠晴 - 1611年（慶長16年）廃城とし、松江城に移る。

## 構造

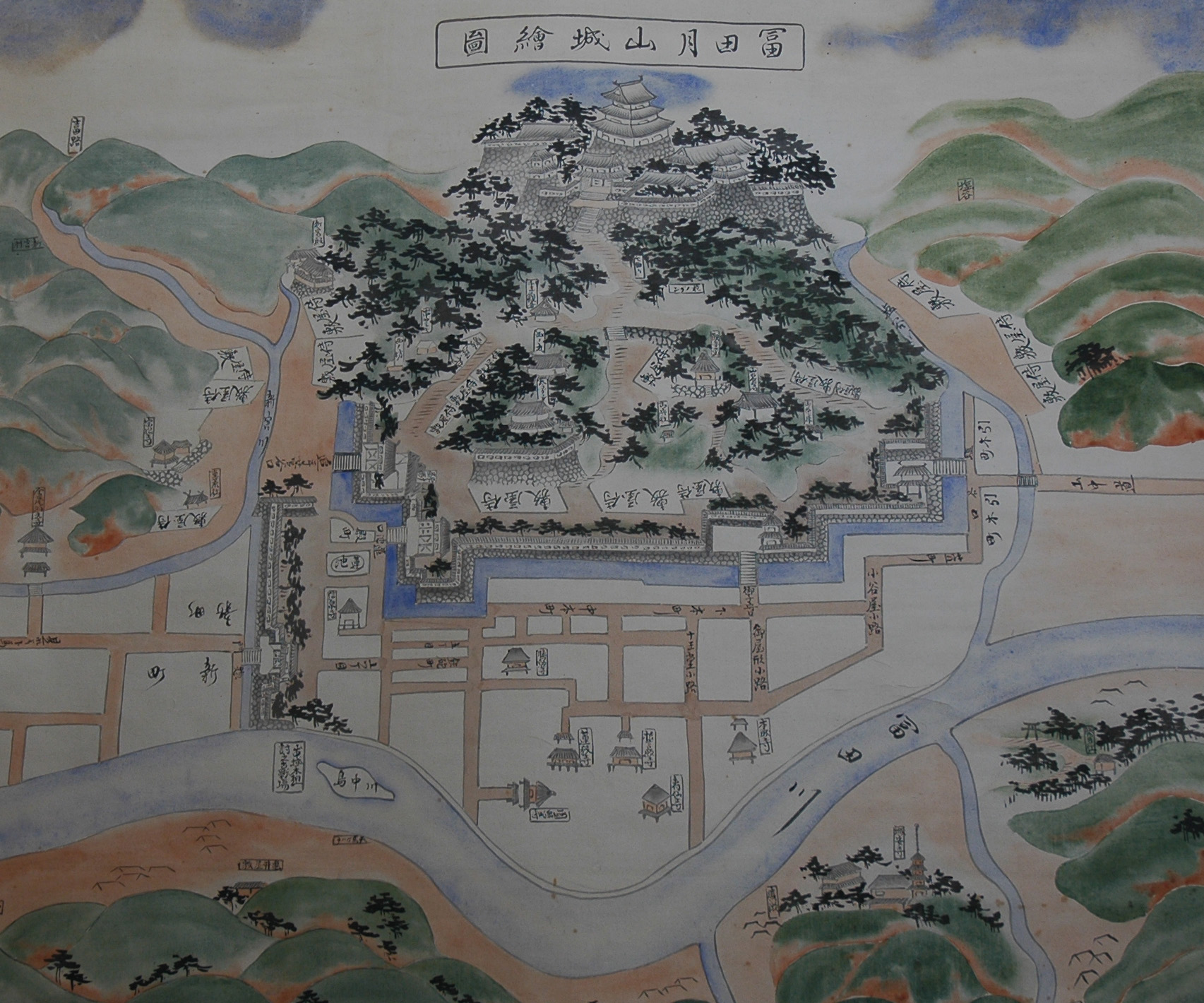
富田月山城絵図

富田城は靴のような形の月山（吐月峰、標高191.5ｍ）山上に本丸をおく典型的な山城である。
南東以外の三方は急峻な斜面であり、北側を正面とし、山麓部から山頂部へ郭を連ねる。進入路は、北麓の菅谷口（すがたにぐち）からの大手道（おおてみち）、富田橋を渡った正面の御子守口（おこもりぐち）からの搦手道（からめてみち）、南麓の塩谷口（しおだにぐち）からの裏手道（うらてみち）の3か所がある。これらの全ての登り口には城門を構え、門の外には深い堀がめぐらされ、そこから飯梨川（現在の西2~400ｍを流れていた）までが城の外郭となっていた。すべての進入路は山腹の山中御殿に通じ、急峻な斜面を幾重にもうねることによって角度をやわらげて登る一本道「七曲り」によって、詰の城である山頂部と結ぶ。麓から「七曲り」部分においても各所に大小500ともいわれる曲輪を配し、迎え撃つに都合がよくなっていた。
現存する古絵図では石垣や瓦葺きの櫓などが描かれているが、これらの古絵図が描かれたのは江戸時代である（後述の城安寺が所蔵している堀江友声作の「月山古城絵図」など）、発掘されている石垣が作られたのは関ヶ原の戦い後の堀尾氏による改築と推定される。尼子氏・毛利氏が城主であった時代の姿は、定かではないが、尼子氏の館（平素の住居）は里屋敷とよばれ菅谷口にありまわりに侍屋敷を設けたとされる。

### 山頂部の郭
本丸
月山最高所（吐月峰）に位置し、別称は"甲の丸"とも言われる。二の丸とは深さ7～8mの堀切で仕切られる。ここに所在する勝日高守神社は城の守護神社で、築城以前から所在したと伝えられる。
二の丸
三の丸に続き、遠くに中海、さらに日本海を望むことができる。双児井戸跡が残る。また、発掘調査の結果、建物跡や柱穴の跡、備前焼の瓶等も発見され、破城の際に崩された石垣も発見されている。
三の丸
袖ヶ平の石垣を隔てた一段上に位置する。また、発掘調査の結果、破城の際に崩された石垣が発見されている。
袖ヶ平（そでがなり）
「七曲り」を登りきったところにあり、西方を監視する櫓があったと伝わる。石垣が残る。
鉢屋ヶ成（はちやがなり）
山頂部、本丸の北東側に位置し、尼子経久の富田城奪回に協力した鉢屋氏ゆかりの地とも伝わる。
七曲り
山中御殿平から山頂部へ続く道。かなり急峻で、現在は石畳で舗装されている。途中に堀尾河内守・掃部父子を供養する親子観音、山吹井戸がある。

### 山麓部の郭と門

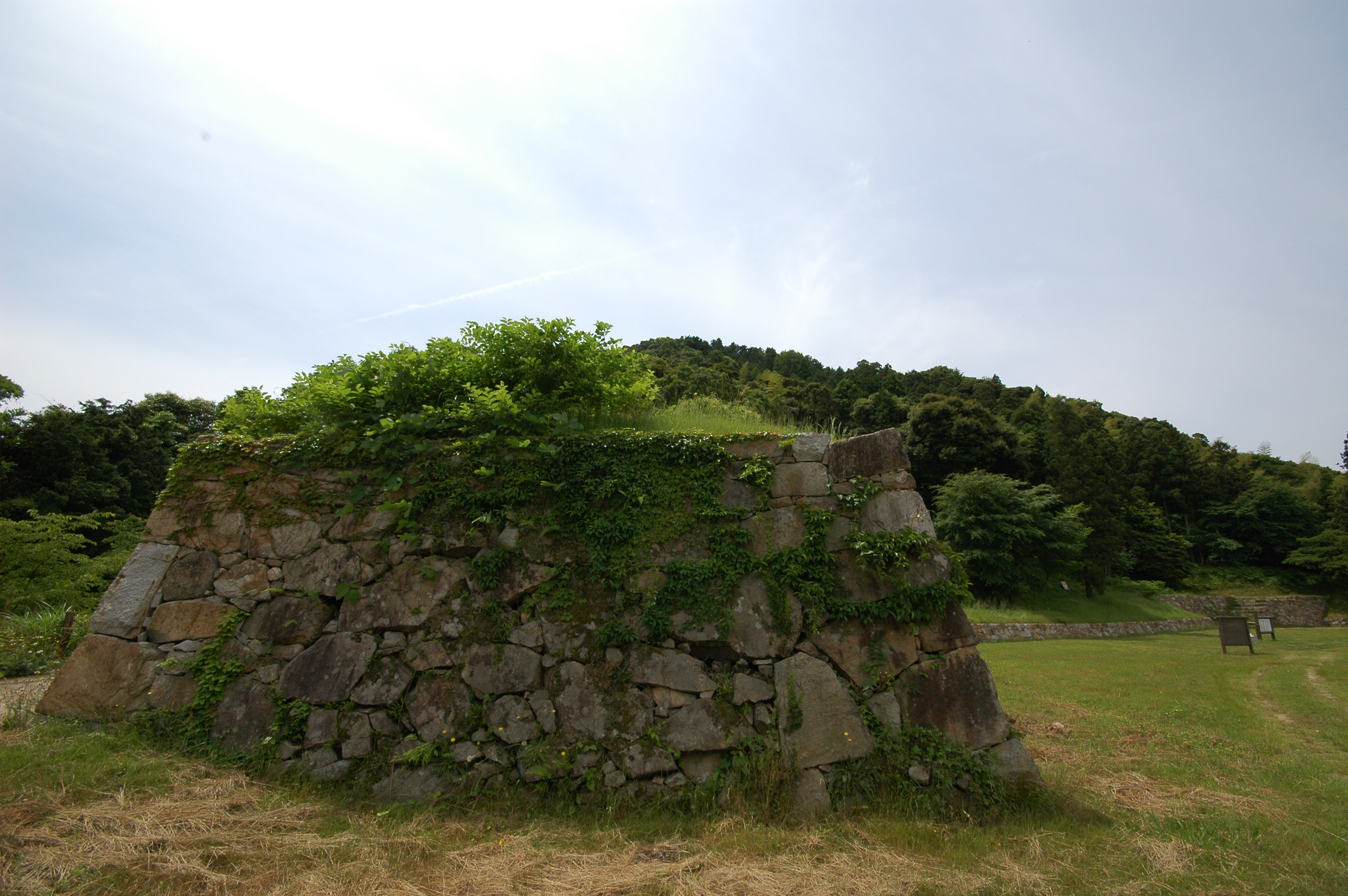
山中御殿跡と月山

山中御殿平（さんちゅうごてんなり）
御殿が所在したところで、麓の里御殿に対して山中御殿と呼ばれたものと考えられている。上下2段に分かれており、南側上段に城主の館、北側下段に付属の館があったと伝わる。発掘調査によって建物の基礎とみられる石列が確認されたが、時代は特定されていない。
大手門跡（おおてもんあと）
大手道、搦手道、裏手道が合流する山中御殿平の入口に位置する。高さ5m、幅15mの大手門は、押し寄せる敵を押し返したと伝わるが、崩落して現存しない。この大石垣の下には径2m、深さ3mの軍用大井戸があり、現在でも水が湧いている。
花ノ壇（宗松寺平（そうじょうじなり））
大手道と搦手道の間、山中御殿平の正面、一段下に位置する。かつて、多くの花が植えられていたことからこの名がついたといわれる。発掘調査をもとに主屋と侍所が復元されている。
奥書院平（おくしょいんなり）
大手道と搦手道の間、太鼓壇と山中御殿平の間に位置する。奥書院があったと伝えられ、現在は戦没者慰霊碑が建っている。
太鼓壇（たいこだん）
千畳平に続く南側の郭で、時と戦を知らせる大太鼓が置かれていたと伝わる。現在、山中幸盛の銅像と尼子氏の碑が建っている。
千畳平（せんじょうなり）
太鼓壇に続く北側の郭で、御子守口の正面に位置し、城兵集合の場として使われたといわれる。北端には尼子神社と櫓跡があり、周囲に石垣が残る。
馬場跡（ばばあと）
太鼓壇・千畳平の北側に位置する。
能楽平（のうがくなり）
御子守口からの搦手道と塩谷口からの裏手道の間に位置する。西端に幸盛井戸がある。
御茶庫台（おちゃこだい）
巌倉寺の奥、西側最下段に位置し、飯梨川に面する。堀尾吉晴の墓と伝わる巨大な五輪塔と、堀尾吉晴の妻の建てた山中幸盛の慰霊碑がある。
台東成（だいとうなり）
裏手道の正面に位置する。石垣が残る。
搦手門（からめてもん）
南側の塩谷口から山中御殿平に続く門で、御殿平の南側に位置する。石垣が残り、尼子経久が塩冶掃部介を襲撃した際には、ここから侵入したと伝えられる。
菅谷虎門（すがたにとらもん）
北側の菅谷口から山中御殿平に続く門で、石垣が残る。

### その他の施設

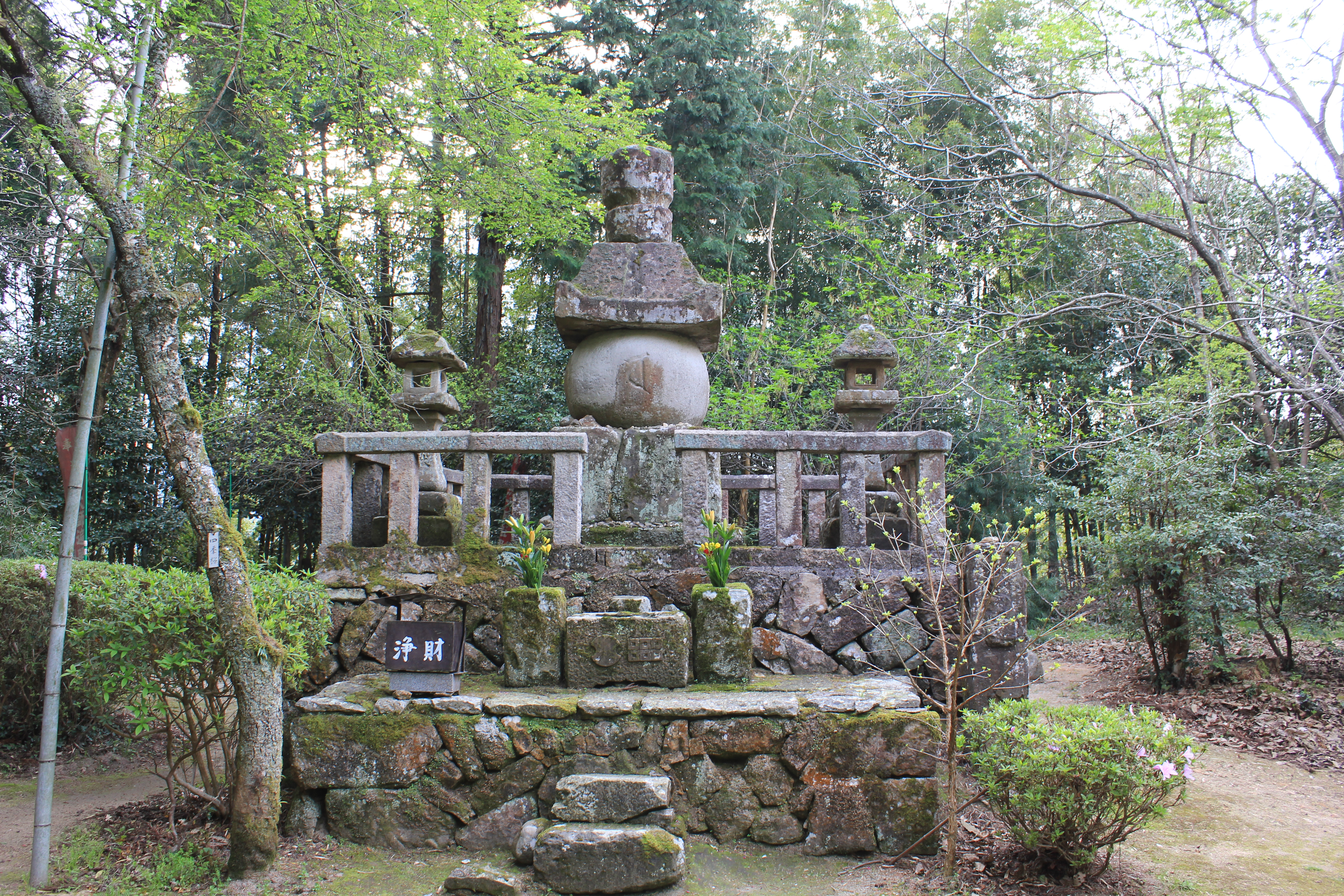
島根県安来市広瀬町の巌倉寺にある堀尾吉晴墓

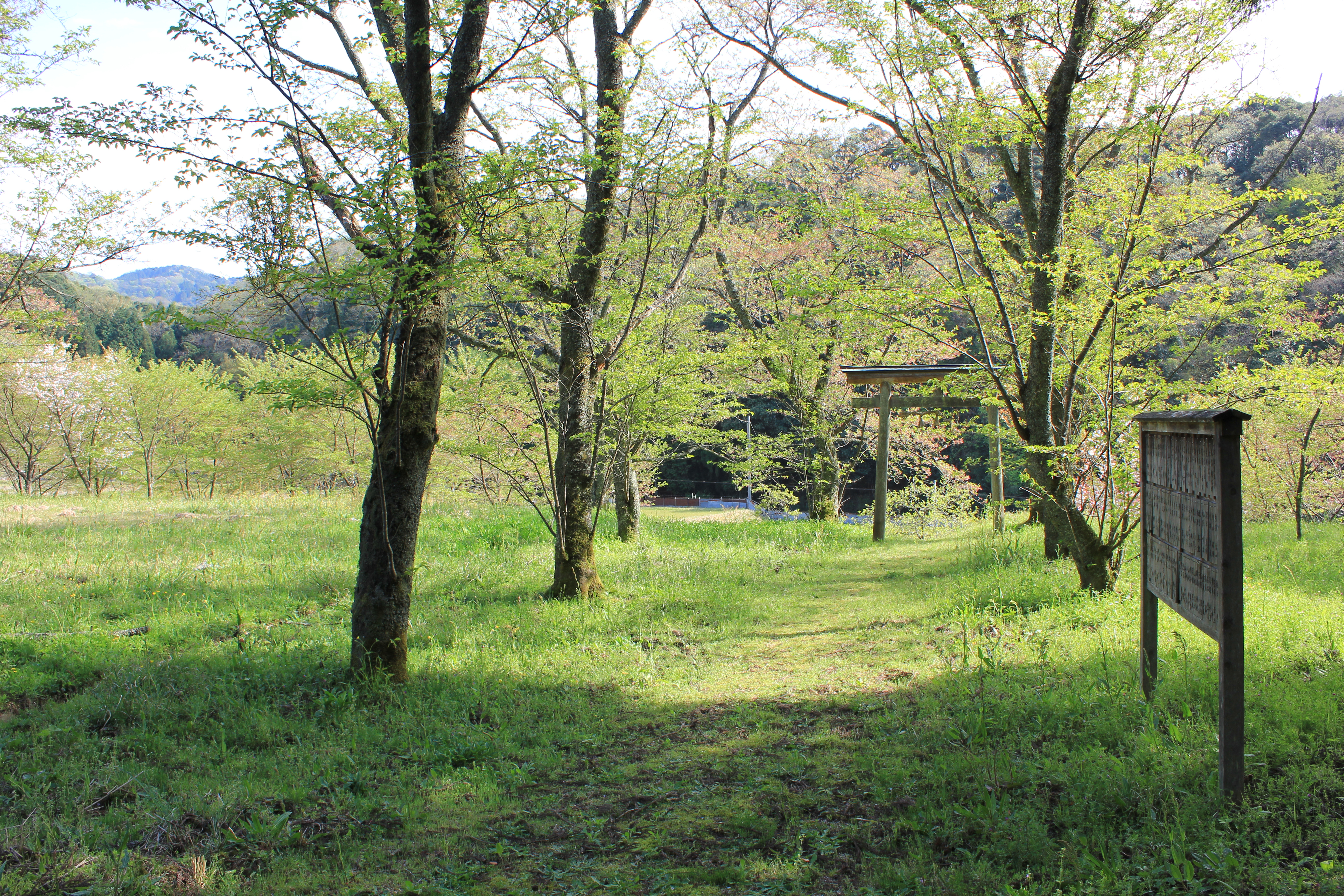
新宮党館跡の敷地

城安寺（じょうあんじ）
菅谷口にある臨済宗の寺院。雲竜寺と号し、聖観音をまつる。寺伝によると正和年間、源翁和尚の開山という。堀尾忠晴と共に一時、松江に移ったが、のち広瀬に戻り、さらに広瀬藩陣屋の予定地とになったため、現在地に移された。この付近に里御殿があったという。寺にある木造広目天立像（像高97.6cm）は1902年（明治35年）、木造多聞天立像（像高95.7cm）は、1903年（明治36年）に重要文化財に指定されている。2体ともヒノキの寄木造りで、鎌倉時代の作、本尊の脇侍である。境内には広瀬藩9代藩主松平直諒の墓、また寺宝に直諒の御抱絵師であった堀江友声の描いた富田城絵図や尼子十勇士の絵巻物が伝わる。
巌倉寺（いわくらでら）
御子守口にある真言宗の寺院。睡虎山と号し、聖観音をまつる。縁起では726年（神亀3年）、聖武天皇の命により行基が建立したと伝える。もと月山の南にある高木山を佐々木義清が御子守神社とともに、城内に移したものと伝えられる。本尊の木造聖観音像は高さ1.8m、ヒノキの一木造りで、脇侍の帝釈天立像とともに重要文化財に指定されている。また、1592年（文禄元年）銘の鉄燈籠は、市指定文化財となっている。
御子守神社（おこもりじんじゃ）
御子守口にある鬼子母神を祀る神社。巌倉寺と同じく、もと高木山にあったものを佐々木義清が、城内に移したものと伝えられる。
塩冶興久の墓（えんやおきひさのはか）
御子守口、道の駅駐車場の裏手に建っている。
新宮党館跡（しんぐうとうやかたあと）
北麓の新宮谷に位置し、尼子氏新宮党の館が置かれた。

## 補註
1. ↑  地理院地図 - 国土地理院
2. ↑  月山（島根県） - 日本大百科全書(ニッポニカ)（コトバンク）
3. ↑  ただし、島根県遺跡データベースの「富田城跡」は標高197mで登録されている。
4. ↑  「清水月山県立自然公園」『島根県』。2024年11月6日閲覧。
5. ↑  萩原さちこ(著者)『７つの魅力でとことん楽しむ！ 日本１００名城めぐりの旅』（電子書籍）学研プラス、2017年3月16日。ISBN 9784059161288。
6. ↑  一説に、「文治元年（1185年）、出雲・隠岐両国の守護となり、月山富田城に入る」とする本もあるが、実際には承久の乱の功により、出雲・隠岐の2国を賜ったため、この年代に関しては疑わしい。
7. ↑  島根県安来市、月山富田城跡景観の復元など「史跡公園」へ本格整備
8. ↑  月山富田城史
9. ↑  月山富田城を発掘調査で知る
10. ↑  富田城跡整備事業の第一期工事が終わり
11. ↑  史跡富田城跡環境整備事業報告書
12. ↑  難攻不落の「月山富田城」、7年の整備が完了　樹木伐採で本来の姿に
13. ↑  “月山富田城跡 ｜ 安来市観光ガイド”.   一般社団法人 安来市観光協会. 2025年6月18日閲覧。